# Norotíos Cuba
Norotíos Cuba är en ort i Mexiko.   Den ligger i kommunen Guasave och delstaten Sinaloa, i den västra delen av landet, 1 200 km nordväst om huvudstaden Mexico City. Norotíos Cuba ligger 32 meter över havet och antalet invånare är 170.
Terrängen runt Norotíos Cuba är mycket platt. Runt Norotíos Cuba är det ganska tätbefolkat, med 100 invånare per kvadratkilometer. Närmaste större samhälle är Guasave, 16,7 km väster om Norotíos Cuba. Trakten runt Norotíos Cuba består till största delen av jordbruksmark.